# Aleochara grisea
Aleochara grisea är en skalbaggsart som beskrevs av Ernst Gustav Kraatz 1856. Aleochara grisea ingår i släktet Aleochara, och familjen kortvingar. Enligt den finländska rödlistan är arten nära hotad i Finland. Arten är reproducerande i Sverige. Artens livsmiljö är sandstränder vid Östersjön.